# Église Saint-Germain de Cintheaux
L'église Saint-Germain est une église catholique située à Cintheaux, en France.

## Localisation
L'église est située dans le département français du Calvados, sur la commune de Cintheaux. La commune est traversée par le Chemin Haussé voie romaine reliant Vieux à Jort.

## Historique
Les parties les plus anciennes sont datables du XIIe siècle.
L'édifice est classé au titre des monuments historiques en 1895.

## Description
L'édifice est en calcaire.
Il comporte de riches décors romans.